# Peter und Paul reisen ins Schlaraffenland

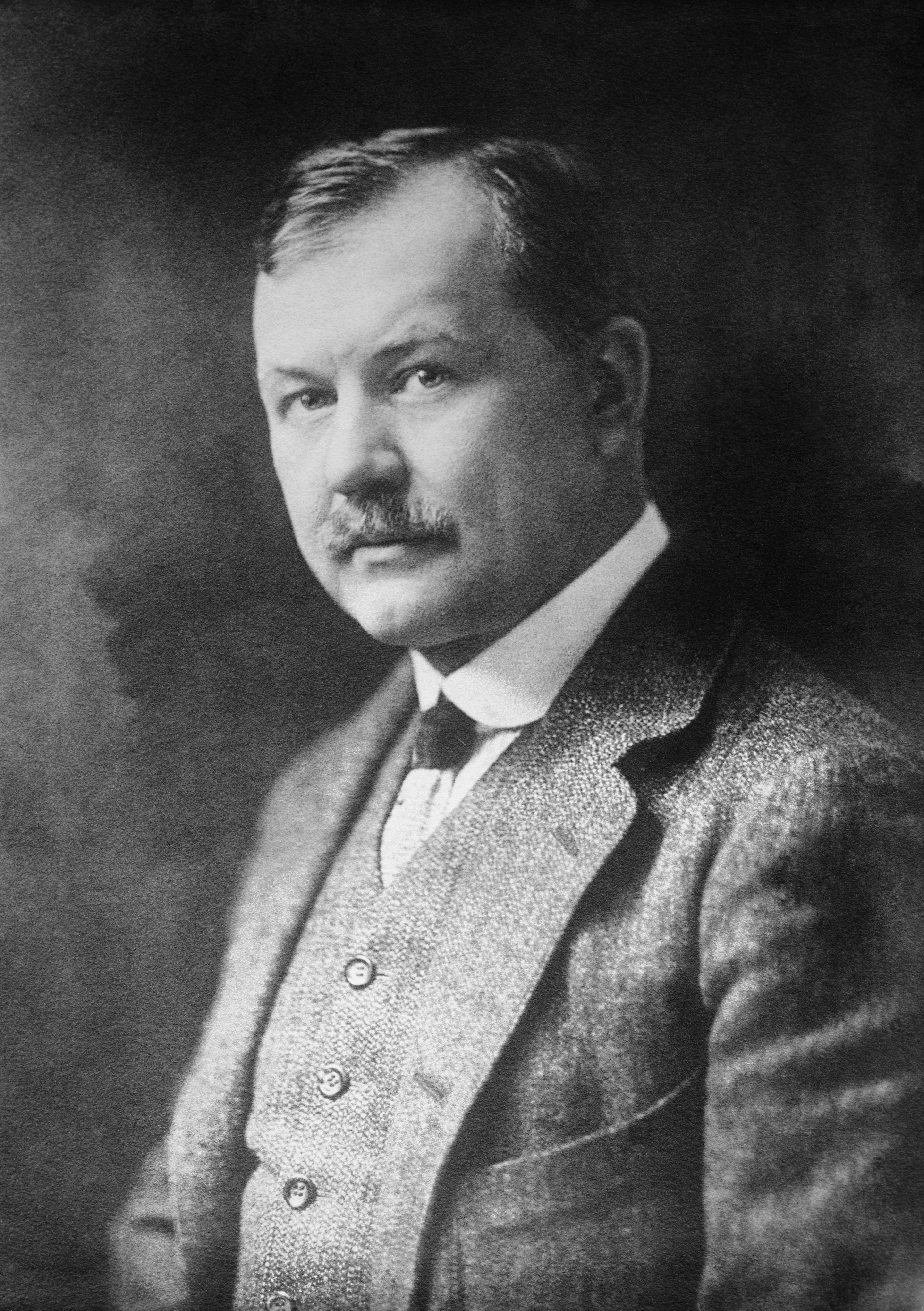
Franz Lehár

Peter und Paul reisen ins Schlaraffenland ist eine Operette für Kinder (im Original: Zaubermärchen) in einem Vorspiel und fünf Bildern des Komponisten Franz Lehár und der Librettisten Fritz Grünbaum und Robert Bodanzky. Die Uraufführung fand am 1. Dezember 1906 im Theater an der Wien statt.

## Handlung
Peter und Paul sind unglückliche Pflegekinder und Lehrjungen beim Schuster Kneipp. Sie werden schlecht behandelt und erhalten auch regelmäßig Prügel. Eines Tages beschließen sie zu fliehen. Auf ihrer Flucht kommen sie durch ein Dorf, wo sie von einem Wirt vom sagenhaften Schlaraffenland erfahren. Die Verheißungen dieses Landes begeistern die beiden und sie machen sich umgehend auf den Weg dieses Land zu besuchen. Dort angekommen genießen sie alle verführerischen Freiheiten wie unbegrenzt essen, spielen und faulenzen. Letztlich befriedigt sie der Müßiggang aber doch nicht. Sie sehen ein, dass das Leben mehr sein sollte als Faulheit auszuleben. Sie beschließen wieder ins normale Leben zurückzukehren und sich dort mit ehrlicher Arbeit nützlich zu machen. Die Schlaraffen wollen sie aber nicht gehen lassen. Die gute Fee Laborosa verhilft ihnen dann zur erfolgreichen Flucht. Sie kehren in Kneipps Haus zurück und stellen fest, dass sich dort einiges verändert hat. Das Ehepaar Kneipp freut sich über die Rückkehr der Kinder und bedauert ihr früheres Verhalten. Von nun an gibt es keine Misshandlungen mehr. Der böse Geist Schlendrianus unternimmt einen letzten erfolglosen Versuch die Kinder den Kneipps zu entreißen. Danach feiert die wiedervereinigte Familie Weihnachten.

## Rezeption
Diese Kinderoperette war das erste Werk des Komponisten nach dem Welterfolg der Lustigen Witwe. Man plante ein Werk für Kinder ähnlich der Oper Hänsel und Gretel von Engelbert Humperdinck. Mit dem Erfolg dieses Werkes oder gar der Lustigen Witwe konnte Lehárs Kinderoperette nicht mithalten. Allerdings, wie eine Internetsuche ergab, wird das Werk auch heute noch gelegentlich in kleinerem Rahmen für und von Kindern aufgeführt. Das Werk war auch das erste von vier Lehár Werken, das im Keller des Theaters an der Wien uraufgeführt wurde, dem sogenannten Kabarett Hölle. Die anderen Werke waren Mitislaw der Moderne (1907), Rosenstock und Edelweiss (1912) und Frühling (1922).

## Musiknummern
Folgende Musiknummern aus dem Werk sind bekannt:
- Der faule Schlendrian (Kinderlied)
- Klopf, klopf, klopf (Kinderlied)
- Wiegenlied (Kinderlied)
- Soldatenspiel (Kinderlied)
- Blinde Kuh (Kinderlied)
- Das Schaukelpferd (Kinderlied)
- Christkindlein (Kinderlied)
- Trommler oder Defeliermarsch
- Schaukelpolka
- Mohnblumenwalzer
- Ballett
- Honignymphen-Walzer
- Lebkuchen-Polka
- Akrobaten-Galopp
- Ferkel-Tanz
- Glückspilz-Gavotte